# شراء بهدف التأجير
الشراء بهدف التأجير هو مصطلح بريطاني يعني شراء عقار ما خصيصًا بهدف تأجيره. صُمم الرهن العقاري للشراء بهدف التأجير خصيصًا لهذا الهدف. عادة ما تكون العقارات المستهدفة سكنية، ولكن يشمل المصلح أيضًا الاستثمار في العقارات الطلابية وغرف الفنادق.

## تاريخ
قبل ثمانينيات القرن الماضي، كان عدد الأفراد بصفتهم الشخصية والذين أصبحوا ملاكًا للعقارات قليلًا. إذ كان ينظر إلى مسألة شراء عقار ما بهدف تأجيره على أنها حكر على الملّاك المهنيين والأفراد الأغنياء بما فيه الكفاية أو الذين يملكون ودائع كبيرة تسمح لهم بامتلاك رهون عقارية تجارية. لم يكن النمط الحديث من الشراء بهدف التأجير موجودًا ولم يخطر لمعظم الناس فكرة إمكانية شراء عقار ما وتأجيره للحصول على راتب تقاعدي ثابت، إذ لم تتوافر البنية التحتية للقروش والنصائح والمعلومات بخصوص الموضوع لديهم.
جاء التغيير الجذري مع قانون الإسكان لعام 1988 عند خروج عقد التأجير المؤمن مؤقتًا إلى حيز الوجود. منح هذا العقد الملاك المحتملين والمقرضين الثقة بأن المستأجرين سيقيمون ضمن العقار لفترة زمنية محددة.
ازدهر الشراء بهدف التأجير منذ منتصف وحتى أواخر التسعينيات. وفقًا لمجلس مقرضي الرهن العقاري، تقدم المقرضون بما يزيد عن 1.7 مليون قرض للإيجار بين عامي 1999 و2015. خلال الـ12 عامًا التي مضت، تضاعف قطاع الإيجارات الخاص في الحجم. نمت ميزانيات رهن الشراء بهدف التأجير إلى حد كبير وصل إلى 200 مليار جنيه إسترليني، أي ما يعادل إجمالي الناتج المحلي لهونغ كونغ.

## الفوائد والمخاطر
كما هو الحال عند تأجير أي عقار، تضمن الفوائد العائدة على المالك المشتري بهدف التأجير دخلًا ثابتًا، إضافة إلى زيادة الثروة عند زيادة أسعار المنازل. جعل ارتفاع أسعار السكن في المملكة المتحدة مسألة الشراء بهدف التأجير استثمارًا مربحًا. يكمن الخطر الرئيسي في المضاربة بالرافعة المالية عند أخذ المالك قرضًا لشراء العقار مع أمل بيعه مستقبلًا بسعر أعلى، أو أن الدخل القادم من التأجير سيغطي أو يزيد عن القرض. في أحسن الأحوال بالنسبة للملاك، سيكونون قد استفادوا من الأموال المقرضة من البنك واستخدامهم لرأس المال بكفاءة أكثر من المستثمرين المهنيين. في حال عدم قدرة المالك على تحقيق شروط سداد الرهن العقاري، عندها سيستولي البنك على العقار ويبيعه لاستحقاق المبلغ المُقترَض. في حال هبوط أسعار المنازل، سيخرج مالك العقار بخسارة مالية.
هناك خطر آخر يتمثل في حدوث تغيير جوهري في سياسة الحكومة كما حدث في عام 2015.

### حماية المستأجر
اتخذت الحكومة في السنوات الأخيرة إجراءات تهدف لحماية المستأجرين، تتضمن ممثل المخطط الإلزامي لحماية ودائع الطرف الثالث والترخيص الإجباري للمنازل في إشغالات متعددة.

## العائدات
أظهرت الأرقام التي قدمتها الرابطة الوطنية لأصحاب العقارات في سبتمبر من عام 2014 أن 27% من الملّاك الذين أجروا عقارًا واحدًا و19% ممن أجروا ما بين عقارين أو أربعة إما لم يستفيدوا شيئًا أو خرجوا بخسارة.
في المتوسط، وقفت العائدات المالية القادمة من الشراء بهدف التأجير (العائد السنوي من الاستثمار قبل حساب التكاليف المقتطعة) عند 2.1% في شهر ديسمبر لعام 2015. ما يظهر انخفاضًا نسبته 2% عن متوسط العائدات القادمة في شهر ديسمبر لعام 2013.
يتراوح إجمالي العائدات المالية من التأجير في المدن الرائدة العالمية بين 1.6% في مدينة تايبيه التايوانية و11.7% في كيشيناو الروسية. انخفض إجمالي العائدات المالية من إيجارات العقارات السكنية حول العالم لسنين عدّة، واستمر في الهبوط بشكل عام منذ أزمة الإسكان.

## رهون الشراء بهدف التأجير
رهن الشراء بهدف التأجير هو تسوية رهن عقاري يقترض فيه المستثمر مبلغًا من المال لشراء عقار في قطاع الإيجارات الخاص بهدف تأجيره. ظهرت الرهون العقارية للشراء بهدف التأجير في المملكة المتحدة منذ عام 1996.
يحسب المقرضون كم من المبلغ سيقرضون بناءً على معادلة تختلف عن الملكية التي يشغلها المالك. إذ يميلون للنظر إلى الإيجار الشهري المتوقع لحساب الأحد الأعلى المتاح للقرض. اعتمادًا على المُقرض، قد يُسمح للمقترضين بإدخال دخلهم الشخصي في معادلة حساب المبلغ الأعلى الذي يمكنهم اقتراضه. قد يُطلب من الملاك لأول مرة امتلاكهم دخلًا سنويًا منفصلًا لا يقل عن 25000 جنيه إسترليني. بالنسبة لملكية يسكنها مالكها، يكون الحساب عادةً ضعف المدخول السنوي للمالك.
النوع الأكثر شيوعًا من رهن الشراء بهدف التأجير هو خيار الفائدة فقط. يمكن لمعدل الفائدة على الرهن أن يكون إما ثابتًا أو متغيرًا. تعني المعدلات الثابتة أن المبالغ المدفوعة لن تتقلب، وتعني المعدلات المتغيرة أن المبالغ المدفوعة يمكن أن ترتفع وتنخفض حسب سعر الفائدة الأساسي لبنك إنجلترا. عادة ما تكون رسوم ومعدلات الفائدة التي يقدمها رهن الشراء بهدف التأجير أعلى من رهن الملكية التي يسكنها المالك. يرجع ذلك إلى إدراك البنوك ومؤسسات إقراض أخرى أن رهون الشراء بهدف التأجير تمثل مخاطرة كبيرة مقارنةّ برهون الملكية السكنية التي يسكنها المالك.
قد لا يمتلك العديد من الأفراد القدرة على أن يكونوا مؤهلين لعملية الشراء بهدف التأجير. يمكن أن تعتمد معايير القبول على حجم الودائع والتصنيف الائتماني وأشياء أخرى.
في أواخر التسعينيات وخلال الجزء المبكر من القرن الحادي والعشرين، زادت شهرة هذا النوع من الاستثمارات وساهمت في زيادة أسعار المنازل بشكل كبير.

## الدعاية السلبية للشراء بهدف التأجير
لم تحظَ عملية الشراء بهدف التأجير بالكثير من التغطية الإعلامية خلال السنوات القليلة الماضية، مع اعتقاد الكثير من المعلقين الإعلاميين بأنه كان السبب وراء التضخم الهائل في أسعار المنازل. أوضحت شركة أكسفورد إكسونومكس في شهر أغسطس عام 2007 أن الشراء بهدف التأجير ساهم بشكل لا يقبل الشك في المغالاة بأسعار المنازل.
إحدى الصعوبات القائمة أمام تقدير مدى مساهمة الشراء بهدف التأجير بتضخم أسعار المنازل هي المرور بتغيرات متزامنة في سوق العقارات، مثل الزيادة السكانية والاستثمار الأجنبي المباشر الكبير في العقارات.

## الشراء بهدف البيع مستقبًلا
في المملكة المتحدة وخصوصًا في لندن، توجد ظاهرة تدعى «الشراء بهدف البيع مستقبلًا»، إذ يعمد المستثمرون إلى شراء الممتلكات وتركها خاوية بهدف الاستفادة من ارتفاع أسعار المنازل دون الدخول في معمعة التعامل مع المستأجرين. يساهم شراء العقارات بهدف البيع مستقبلًا بنسبة ضئيلة من العقارات الشاغرة تبعًا لجمعية المنازل الفارغة، ولكن قدرت كل من جمعيتي كنسينغتون وتشيلسي عام 2015 تأثّرَ واحد من كل أربعة منازل ضمن الحي نفسه، إذ ازدادت أسعار المنازل رغم بقاء عدد القاطنين الفعليين نفسه. تساهم المنازل الفارغة على المدى الطويل بـ2% من مجموع العقارات كلتا مدينتي كنسينغتون وتشيلسي. في شمال لندن، نجح مجلس كامدن بتخفيض عدد المنازل الفارغة عبر وضع ضريبة 50% على المنازل التي تترك خاوية لأكثر من سنتين.
ألقى بعض السياسيين اللوم على المستثمرين من الخارج لشرائهم المنازل وتركها خاوية، ولكن وجد بحث أنه فقط 2% من المشترين من الخارج منازل مبنية حديثًا في لندن يمكن أن يستخدموا المنزل كبيت ثاني، و65% منهم ينوون تأجيرها و33% ينوون بيعها كمنازل للطلاب الذين يرتادون جامعة لندن.
مع حلول عام 2016، بدأت أسعار المنازل الرئيسية وسط لندن بالنزول، ما قلل من جاذبية الشراء بهدف البيع مستقبًلا.